# گلقند

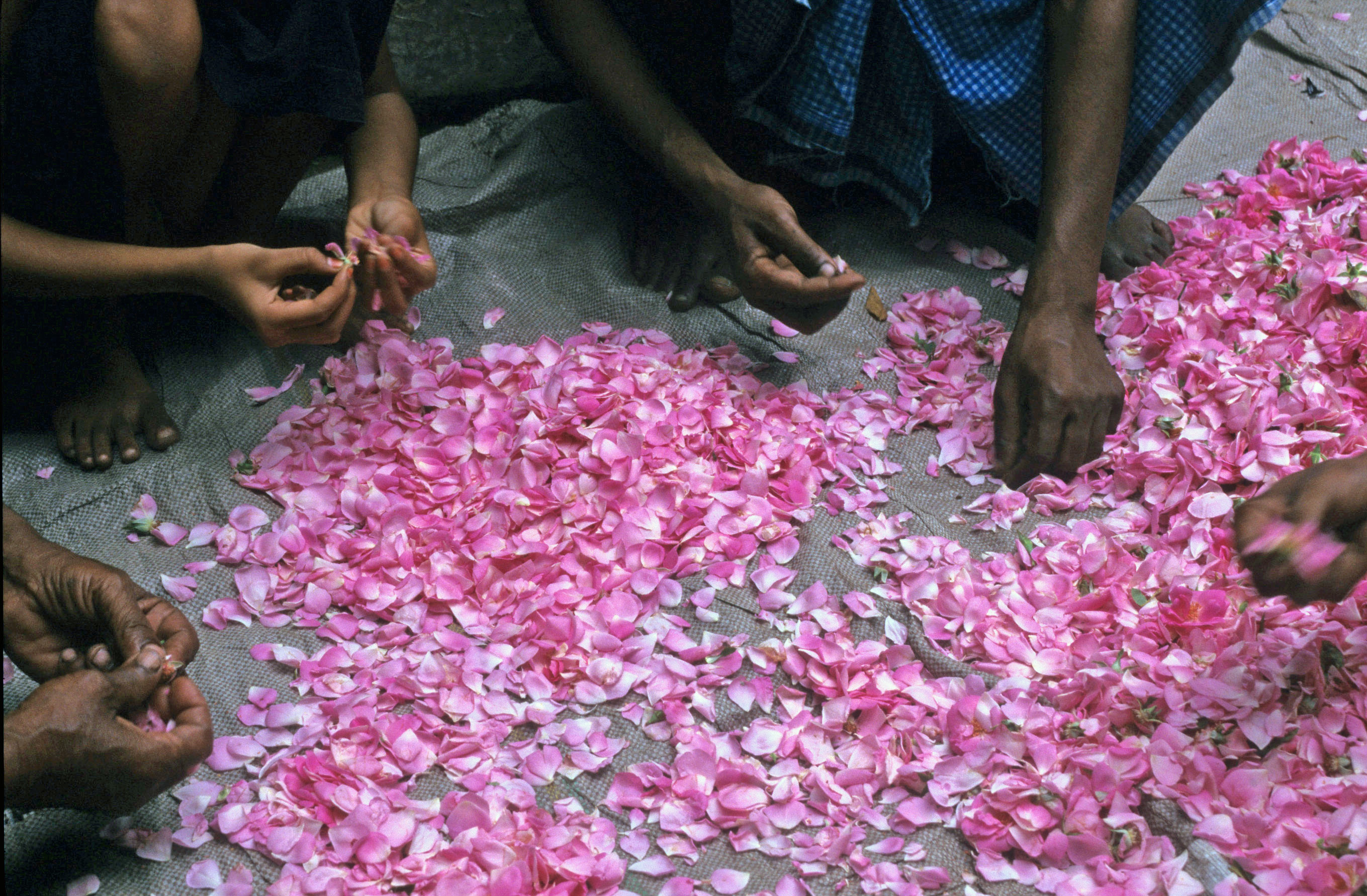
گلبرگ‌های رز برای گلقند آماده می‌شوند

مربای گل محمدی، مربای گل سرخ، گلقند (gulqand) یا گلکند (Gulkand) مربای ساخته‌شده از گلبرگهای گل رز است که در ایران، هند و پاکستان با استفاده از گلبرگ گل سرخ و عسل یا شکر تهیه می‌شود که گاهی به ترکیب گلبرگ رز با عسل گل انگبین هم گفته می‌شود و در طب سنتی ایرانی به عنوان ملین خصوصاً برای رفع یبوست مادران باردار که منع مصرف داروهای شیمیایی دارند استفاده می‌شود.